# Марія Оранська (1642—1688)
Марія Генрієтта Оранська (нід. Maria Henriëtte van Oranje, 5 вересня 1642 — 20 березня 1688) — нідерландська принцеса з Оранської династії, донька штатгальтера Голландії Фредеріка Генріка Оранського та принцеси Амалії Сольмс-Браунфельської, дружина пфальцграфа Ціммерн-Кайзерслаутерна Людвіга Генріха.
Володарка замку Оранієнгоф у Бад-Кройцнаху.

## Біографія
Марія Генрієтта народилась 5 вересня 1642 року в Гаазі. Вона була дев'ятою дитиною та сьомою донькою в родині штатгальтера Голландії, Зеландії, Утрехта, Гельдерна й Оверейссела Фредеріка Генріка Оранського та його дружини Амалії Сольмс-Браунфельської. Мала старшого брата Вільгельма та сестер Луїзу Генрієтту, Альбертіну Агнесу і Генрієтту Катерину. Інші діти померли в ранньому віці до її народження.

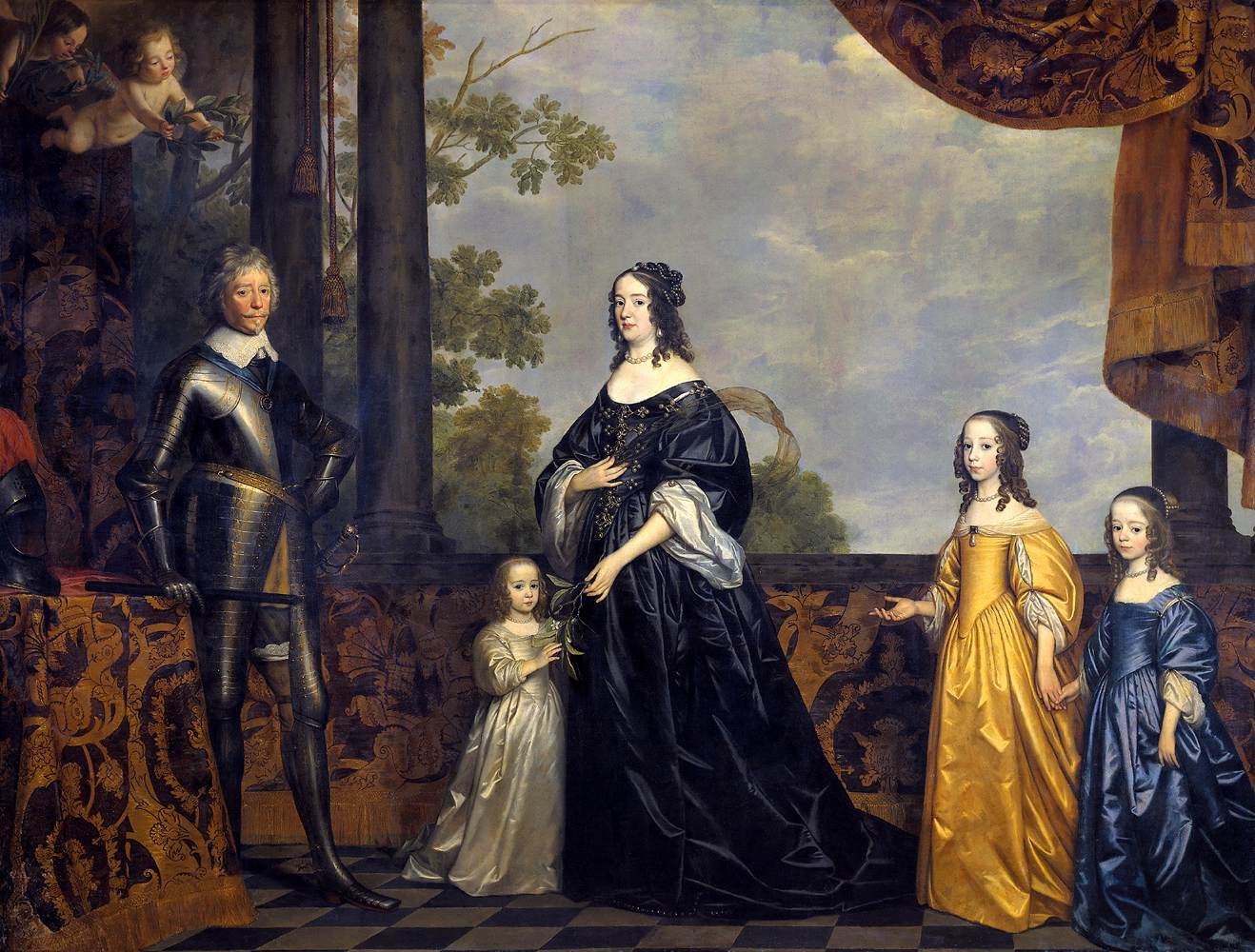
Марія (крайня справа) із батьками та двома сестрами, портрет роботи Герріта ван Гонтгорста

Батько пішов з життя, коли Марії було 4 роки. Матір більше не одружувалась. Після смерті Вільгельма від віспи у 1650 році, вона стала однією з регентів країни при своєму онукові Віллемові.
У 1660 році родичі намагалися влаштувати шлюб Марії з англійським королем Карлом II, який повернув собі престол, а перед цим сватався до її старшої сестри Генрієтти Катерини. Однак той віддав перевагу шлюбу з католицькою принцесою Катериною Браганса. У 1661 році йшли переговори про її можливий союз зі старим фельдмаршалом Йоганном Моріцем Нассау-Зігенським, проте той вирішив залишитися самотнім.

У 24 роки Марія взяла шлюб із пфальцграфом Ціммерн-Кайзерслаутерна Людвігом Генріхом, старшим від неї на два роки. Шлюбний контракт був укладений у березні 1666, в ньому окремо оговорювалося місце вінчання. Весілля пройшло 23 вересня 1666 в Клеве.

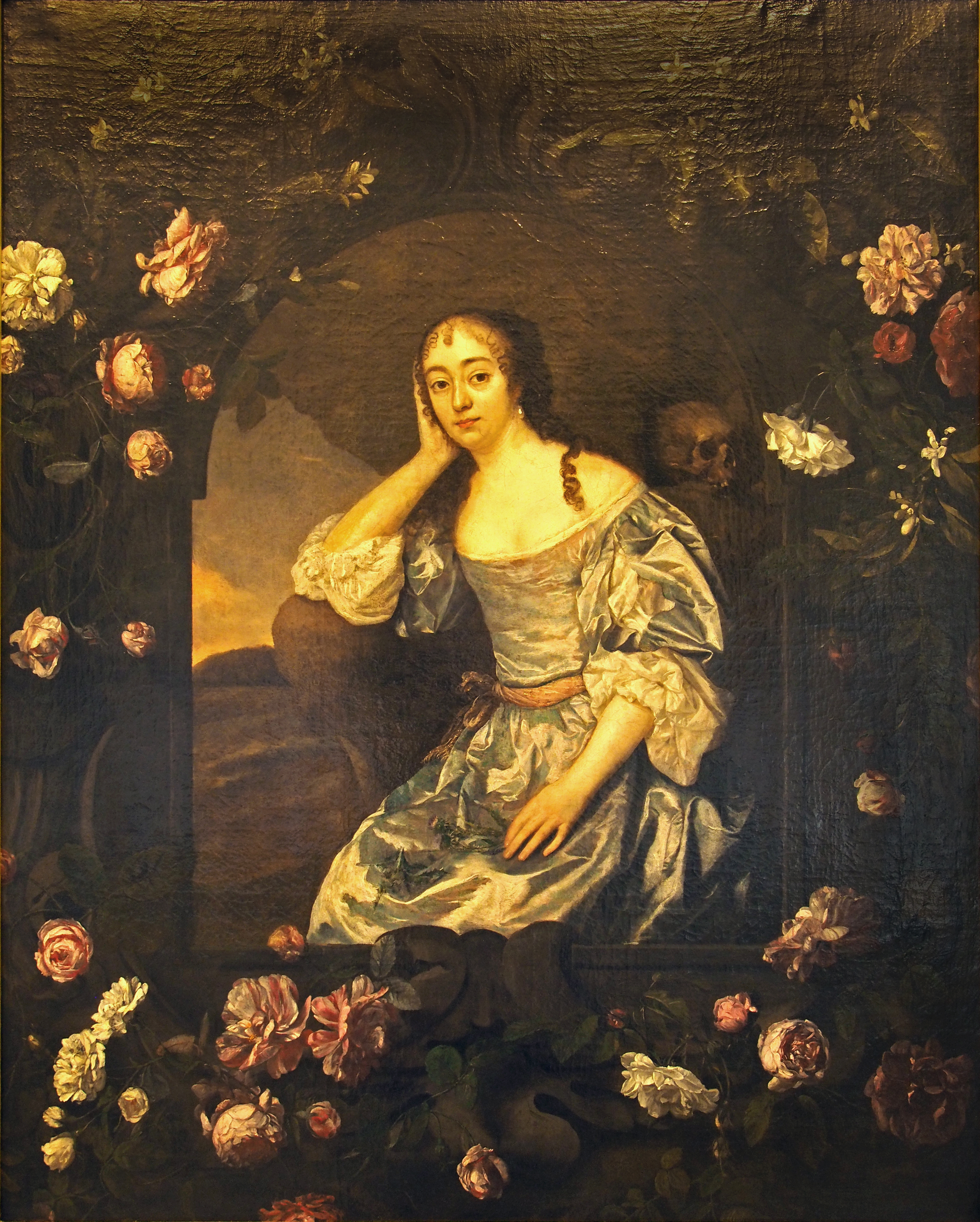
Портрет принцеси Марії роботи Яна Майтенса близько 1665—1666 років

 Союз мав на меті зблизити кальвіністські родини, однак був укладений з особистої прихильності молодих людей. Дітей у пари не було. 
У 1669 році Марія вирішила перебудувати покинутий августинский монастир Святого Петра у Бад-Кройцнаху в новий замок, який отримав назву Оранієнгоф і надалі слугував літньою резиденцією.
У січні 1674 року Людвіг Генріх пішов з життя. Оскільки шлюб був бездітним, землі Ціммерн-Кайзерслаутерна відійшли курфюрсту Пфальца Карлу I Людвігу. Марія надалі користувалася палацом Оранієнгоф як удовиною долею. У 1675 році, після смерті матері, вона отримала дорогоцінних каменів на суму 56 456 гульденів та узуфрукт над замком Тюрнхаут. Продовжувала листуватися з сестрами. Єлизавета Шарлотта Пфальцька свідчила, що до кінця життя пфальцграфиня мала роман зі своїм таємним радником Йоганном Казимиром Колб фон Вартенбергом.
Марія пішла з життя у березні 1688 року від наслідків пневмонії. Була похована в євангелічній церкві Святого Стефана у Зіммерні. Замок Оранієнгоф вона заповіла графу фон Вартенбергу. Втім, вже за рік він був зруйнований під час війни за Пфальцьку спадщину.

## Вшанування пам'яті
Ім'я Марії носять парк, вулиця та джерело у Бад-Кройцнаху.